# Velika nagrada Turčije 2006
Velika nagrada Turčije 2006 je bila štirinajsta dirka Svetovnega prvenstva Formule 1 v sezoni 2006. Odvijala se je 27. avgusta 2006.

## Rezultati

### Kvalifikacije
| Poz | Dirkač               | Konstruktor         | 3. del   | 2. del   | 1. del   |
| --- | -------------------- | ------------------- | -------- | -------- | -------- |
| 1   | Felipe Massa         | Ferrari             | 1:26,907 | 1:27,059 | 1:27,306 |
| 2   | Michael Schumacher   | Ferrari             | 1:27,284 | 1:25,850 | 1:27,385 |
| 3   | Fernando Alonso      | Renault             | 1:27,321 | 1:26,917 | 1:27,861 |
| 4   | Giancarlo Fisichella | Renault             | 1:27,564 | 1:27,346 | 1:28,175 |
| 5   | Ralf Schumacher*     | Toyota              | 1:27,569 | 1:27,062 | 1:27,668 |
| 6   | Nick Heidfeld        | BMW Sauber          | 1:27,785 | 1:27,251 | 1:28,200 |
| 7   | Jenson Button        | Honda               | 1:27,790 | 1:26,872 | 1:28,222 |
| 8   | Kimi Räikkönen       | McLaren-Mercedes    | 1:27,866 | 1:27,202 | 1:28,236 |
| 9   | Robert Kubica        | BMW Sauber          | 1:28,167 | 1:27,405 | 1:28,212 |
| 10  | Mark Webber          | Williams-Cosworth   | 1:29,436 | 1:27,608 | 1:28,307 |
| 11  | Christian Klien      | Red Bull-Ferrari    |          | 1:27,852 | 1:28,271 |
| 12  | Pedro de la Rosa     | McLaren-Mercedes    |          | 1:27,897 | 1:28,403 |
| 13  | Jarno Trulli         | Toyota              |          | 1:27,973 | 1:28,549 |
| 14  | Rubens Barrichello   | Honda               |          | 1:28,257 | 1:28,411 |
| 15  | Nico Rosberg         | Williams-Cosworth   |          | 1:28,386 | 1:28,889 |
| 16  | Christijan Albers*   | MF1-Toyota          |          | 1:28,639 | 1:29,021 |
| 17  | David Coulthard      | Red Bull-Ferrari    |          |          | 1:29,136 |
| 18  | Scott Speed          | Toro Rosso-Cosworth |          |          | 1:29,158 |
| 19  | Vitantonio Liuzzi    | Toro Rosso-Cosworth |          |          | 1:29,250 |
| 20  | Tiago Monteiro       | MF1-Toyota          |          |          | 1:29,901 |
| 21  | Sakon Jamamoto       | Super Aguri-Honda   |          |          | 1:30,607 |
| 22  | Takuma Sato          | Super Aguri-Honda   |          |          | 1:30,850 |

Opombe:
- * - Ralf Schumacher in Christijan Albers sta bila kaznovana s pribitkom desetih mest zaradi menjave motorja, zato sta morala štartati kot 15. in 22.

### Dirka
| Poz | Št | Dirkač               | Konstruktor         | Krogi | Čas/Odstop    | Št. m. | Toč |
| --- | -- | -------------------- | ------------------- | ----- | ------------- | ------ | --- |
| 1   | 6  | Felipe Massa         | Ferrari             | 58    | 1:28:51,082   | 1      | 10  |
| 2   | 1  | Fernando Alonso      | Renault             | 58    | + 5,575 s     | 3      | 8   |
| 3   | 5  | Michael Schumacher   | Ferrari             | 58    | + 5,656 s     | 2      | 6   |
| 4   | 12 | Jenson Button        | Honda               | 58    | + 12,334 s    | 6      | 5   |
| 5   | 4  | Pedro de la Rosa     | McLaren-Mercedes    | 58    | + 45,908 s    | 11     | 4   |
| 6   | 2  | Giancarlo Fisichella | Renault             | 58    | + 46,594 s    | 4      | 3   |
| 7   | 7  | Ralf Schumacher      | Toyota              | 58    | + 59,337 s    | 15     | 2   |
| 8   | 11 | Rubens Barrichello   | Honda               | 58    | + 1:00,034    | 13     | 1   |
| 9   | 8  | Jarno Trulli         | Toyota              | 57    | +1 krog       | 12     |     |
| 10  | 9  | Mark Webber          | Williams-Cosworth   | 57    | +1 krog       | 9      |     |
| 11  | 15 | Christian Klien      | Red Bull-Ferrari    | 57    | +1 krog       | 10     |     |
| 12  | 17 | Robert Kubica        | BMW Sauber          | 57    | +1 krog       | 8      |     |
| 13  | 21 | Scott Speed          | Toro Rosso-Cosworth | 57    | +1 krog       | 17     |     |
| 14  | 16 | Nick Heidfeld        | BMW Sauber          | 56    | +2 kroga      | 5      |     |
| 15  | 14 | David Coulthard      | Red Bull-Ferrari    | 55    | Menjalnik     | 16     |     |
| Ods | 19 | Christijan Albers    | MF1-Toyota          | 46    | Zavrten       | 22     |     |
| NC  | 22 | Takuma Sato          | Super Aguri-Honda   | 41    | +17 krogov    | 21     |     |
| Ods | 10 | Nico Rosberg         | Williams-Cosworth   | 25    | Puščanje vode | 14     |     |
| Ods | 23 | Sakon Jamamoto       | Super Aguri-Honda   | 23    | Zavrten       | 20     |     |
| Ods | 20 | Vitantonio Liuzzi    | Toro Rosso-Cosworth | 12    | Zavrten       | 18     |     |
| Ods | 3  | Kimi Räikkönen       | McLaren-Mercedes    | 1     | Trčenje       | 7      |     |
| Ods | 18 | Tiago Monteiro       | MF1-Toyota          | 0     | Trčenje       | 19     |     |